# Denning (Arkansas)
Denning è un comune degli Stati Uniti d'America, situato in Arkansas, nella contea di Franklin.